# John Surratt
John Harrison Surratt Jr. (Washington D.C., 13 april 1844 - Baltimore, 21 april 1916) was een Amerikaanse spion die werkte voor de Geconfedereerde Staten van Amerika en een samenzweerder was van John Wilkes Booth.

## Biografie
John Surratt werd in 1844 geboren als de zoon van John Harrison Surratt Sr. en Mary Surratt. Hij werd gedoopt in de Sint-Peterskerk in Washington D.C. In 1861 ging hij studeren voor het priesterschap aan het St. Charles College. Na de dood van zijn vader een jaar later werd hij benoemd tot postmeester van Surrattsville. Tijdens de Amerikaanse Burgeroorlog diende hij als spion en koerier voor de Secret Service van de Geconfedereerde Staten van Amerika. Op 23 december 1864 werd hij voorgesteld aan John Wilkes Booth en stemde Surratt in met diens plan om president Abraham Lincoln te ontvoeren. Op 17 maart 1865 zou het plan uitgevoerd worden, maar door gewijzigde plannen van de president ging de ontvoering niet door.
De aanvankelijk geplande ontvoering mondde uit in de Moord op Abraham Lincoln. Toen hij hoorde van de moordaanslag vluchtte hij naar Montreal in Canada. In Washington werd hij gezocht door de autoriteiten voor zijn betrokkenheid bij de moord. De Albany Evening Journal noemde John Surratt als de sluipmoordenaar van William Seward, terwijl de poging tot moord op de minister was gepleegd door Lewis Powell. Hij verbleef onder de hoede van een priester in Quebec in de tijd dat zijn moeder werd gearresteerd, berecht en opgehangen. Met de hulp van andere geconfedereerden kon hij met een vals paspoort een passage boeken naar Liverpool waar hij in september 1865 aankwam.

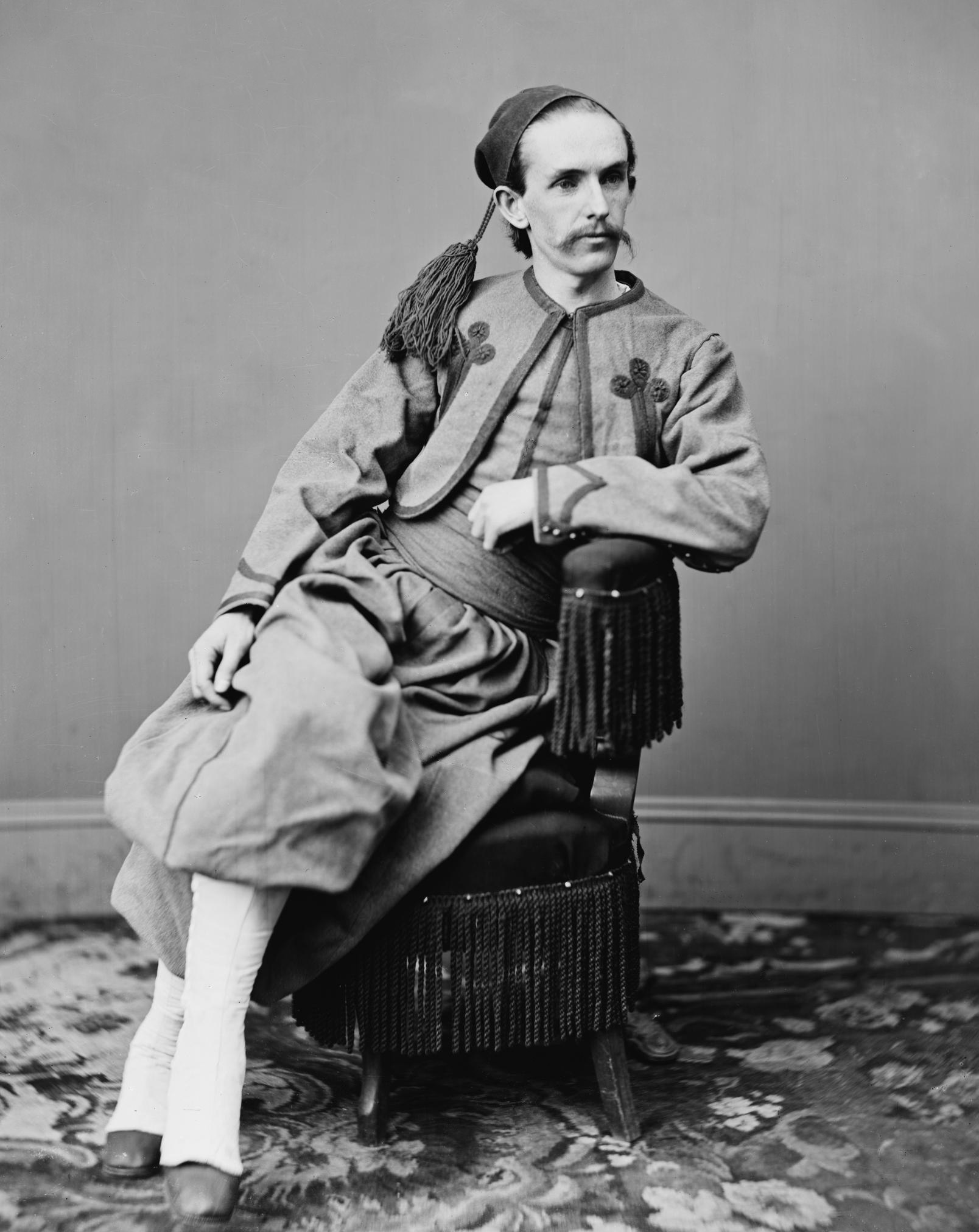
John Surratt in het uniform van de Zoeaven

Surratt reisde vervolgens door naar de Pauselijke Staat waar hij onder de naam John Watson diende in de Negende Compagnie van de Pauselijke Zoeaven. Een oude vriend van hem, Henri Beaumont de Sainte-Marie, herkende hem en lichtte de pauselijke autoriteiten in alsook de Amerikaanse ambassadeur in Rome, Rufus King. Op 7 november 1866 werd Surratt gearresteerd en werd hij naar de gevangenis in Velletri gebracht. Hij wist te ontsnappen op een moment waarop de Belgische zoeaaf Victor Mousty verantwoordelijk was voor de wachtdienst en leefde vervolgens bij de aanhangers van Garibaldi. Hij reisde door naar Zuid-Italië en deed zich voor als een Canadees burger onder de naam Watson. Surratt boekte een passage op een schip naar Alexandrië. Hier werd hij op 23 november 1866 opgepakt door de Amerikanen en werd hij op een schip teruggestuurd naar de Verenigde Staten. Hier kwam Surratt begin 1867 aan.
Achttien maanden na het proces tegen zijn moeder werd John Surratt voorgeleid bij een civiele rechtbank in Maryland. De advocaat van Surratt, Joseph Habersham Bradley, erkende dat Surratt een samenzweerder was in het ontvoeren van de president, maar dat hij niet betrokken was bij het complot om Lincoln te vermoorden. Na een proces van twee maanden werd hij vrijgesproken door de jury.
Na zijn vrijspraak doceerde Surratt op de Rockville Female Academy. In 1870 begon hij met een tour met openbare lezingen over zijn aandeel in de geplande ontvoering van Lincoln. Vervolgens kreeg hij een aanstelling om les te geven op de St. Joseph Catholic School in Emmitsburg. In 1872 huwde hij met Mary Victorine Hunter, een achternicht van Francis Scott Key en zou met haar zeven kinderen krijgen.
Na 1872 ging Surratt werken voor de Baltimore Steam Packet Company, waar hij het uiteindelijk tot penningmeester van het bedrijf wist uit te groeien. In 1914 ging hij met pensioen. Twee jaar later overleed hij aan een longontsteking. Hij werd begraven op het New Cathedral Cemetery in Baltimore.

## In moderne fictie
John Surratt werd geportretteerd door Johnny Simmons in de film The Conspirator uit 2011.